# Mededingingsrecht
Mededingingsrecht is het recht met betrekking tot concurrentie. Het ontstond in de Verenigde Staten (Sherman Antitrust Act) en is overgenomen door veel andere landen. In de Europese Unie is het mededingingsrecht geregeld in het Werkingsverdrag van de Europese Unie en nationale wetgeving.

## Wat mededingingsrecht behelst
Het mededingingsrecht bestaat uit vijf pijlers:
1. restrictieve overeenkomsten, zoals de restrictieve overeenkomsten die binnen de EU worden gesloten;
2. misbruik van machtspositie, zoals het misbruik van machtspositie die binnen de EU juridisch is geregeld;
3. concentratiecontrole;
4. staatssteun (bestaat enkel op Europees niveau);
5. openbare ondernemingen en diensten van algemeen economisch belang.

Een bedrijf dat deze bepalingen overtreedt kan een boete opgelegd krijgen, of een last onder dwangsom. Ook loopt men het risico dat concurrenten die zich benadeeld voelen schadevergoeding eisen of een contract weigeren na te komen.

## Doel
Voor het invoeren van mededingingsrecht is een aantal redenen:
- Concurrentie houdt zowel mensen als bedrijven scherp. Wanneer geen concurrentie bestaat zal een bedrijf geen moeite meer (hoeven) doen om het zijn klanten nog naar de zin te maken, omdat de klanten toch moeten kopen. De consument zal hierdoor dus een hogere prijs moeten betalen of met een slechter product genoegen moeten nemen;
- Consumentenbescherming is een belangrijk, zo niet het belangrijkste doel van het mededingingsrecht. De term "consumentenbescherming" kan verschillende invullingen krijgen: niet enkel een lage prijs is van belang, maar ook een grote keuzevrijheid tussen producten van verschillende producenten e.d.;
- Ook zal het ontbreken van concurrentie iedere prikkel tot vernieuwing wegnemen;
- Op Europees niveau kan een monopolist of een kartel een markt volledig afsluiten voor nieuwkomers. Dit is ongewenst, omdat het hele idee van de Europese Unie nu juist vrijheid van handelsverkeer is;
- In de Verenigde Staten was men beducht voor grote bedrijven die soms zelfs de media manipuleerden en dus zelfs een bedreiging vormden voor de democratie.

Het doel van het mededingingsrecht is geen louter academische denkoefening. Mededingingszaken staan en vallen in functie van welk doel men aanneemt.
Hoewel er geen Europeesrechtelijke belemmeringen bestaan op dit gebied, kijkt de Europese Commissie niet verder dan de klassieke doelen van het mededingsrecht en doet ze dus niet aan hipster antitrust. In Bayern/Monsanto en Facebook/Whatsapp stelde de Commissie dat privacy- en milieuoverwegingen niet relevant zijn in het mededingsrecht. Sommige nationale mededingsautoriteiten doen dit niettemin, zoals bijvoorbeeld de Duitse, die Facebook beboette omdat het te veel informatie verzamelde over zijn gebruikers.

## Kartelverbod
Een kartel is een overeenkomst tussen bedrijven die bedoeld is om de onderlinge concurrentie te verminderen. Dit kan een prijsafspraak zijn (A, B en C spreken af hun bier voor niet minder dan € 2,- per flesje te verkopen), maar het kan ook een andere gedraging zijn. Bijvoorbeeld de afspraak om gezamenlijk nieuwkomers op een markt te weren, of om een markt te verdelen.
Ook niet-geheime concurrentiebeperkende contracten of clausules kunnen worden geannuleerd door de autoriteiten of de rechtbanken.
Door de Europese Unie wordt het kartelverbod aangewend om afspraken te verbieden tussen vissers of landbouwers, om hun producten niet beneden een bodemprijs te verkopen. Zo proberen ze aan de wurgcontracten van de groothandel en de supermarkten te ontkomen.

## Concentraties
Als bedrijf A en B ieder 50% van de automarkt in Europa in handen hebben en ze gaan fuseren, dan ontstaat een monopolie. Ook als geen marktaandeel van 100% wordt bereikt kan de combinatie toch zo groot worden dat er invloed op de mededinging kan zijn. Fusies die boven de daarvoor bestaande omzetgrenzen uitkomen moeten daarom altijd aangemeld worden bij de Europese Commissie of de nationale mededingingsautoriteit (in Nederland de Autoriteit Consument en Markt). Die stelt dan vaak voorwaarden, zoals het verkopen of afsplitsen van bepaalde bedrijfsonderdelen. Soms zijn die zo zwaar dat de partijen besluiten de fusie maar af te blazen. Dit is gebeurd toen General Electric met Honeywell wilde fuseren. De Amerikaanse mededingingsautoriteit ging akkoord, maar de Europese Commissie niet. Gevolg zou zijn dat de fusie wel in Amerika, maar niet in Europa kon doorgaan, waarop de twee partijen de fusie afbliezen.

## Misbruik van een dominante positie
Een bedrijf dat een groot marktaandeel heeft, kan al snel als dominant worden aangemerkt. Daar is op zich niets mis mee, maar nu worden gedragingen die normaal wel acceptabel zijn, door het mededingingsrecht verboden. Een dominant bedrijf heeft immers de mogelijkheid de markt en het gedrag daarvan naar zijn hand te zetten. Voorbeelden van gedragingen die voor dominante ondernemingen verboden zijn, zijn:
- Predatory pricing: prijzen sterk verlagen om concurrenten die minder geld hebben uit de markt te wippen;
- Oneerlijke kortingen: Bedrijf A krijgt 50% korting en B 20% omdat ik de directeur aardiger vind (discriminerend), bedrijf A krijgt 10% korting als hij 1 jaar bij me koopt, 20% na 2 jaar, en 30% na 3 jaar (oneerlijke klantenbinding);
- Koppelverkoop: Bedrijf A mag alleen mijn pc's kopen als ze dan ook mijn printers kopen, al heeft A geen printers nodig;
- Engelse clausule: Een verplichting voor klanten om goedkopere offertes van concurrenten te melden.
- Een vreemde eend in de bijt is de discussie over concurrentiebedingen. Non-concurrentiebedingen kunnen in sommige gevallen eveneens als misbruik worden aangemerkt, daar de dominante onderneming op de arbeidsmarkt op deze manier alle kennis naar zich toe kan trekken.

Dergelijk gedrag kan een dominante onderneming zich veroorloven, omdat de klant geen keus heeft (slikken of stikken). Dominant zijn mag dus op zich wel, maar een onderneming mag daar geen misbruik van maken.

## Handhaving
De Autoriteit Consument en Markt (Nederland) of de Belgische Mededingingsautoriteit (België) en de Europese Commissie (Directoraat-Generaal Mededinging) handhaven het mededingingsrecht. Ze evalueren meldingen van nakende bedrijfsconcentraties. Ze vallen regelmatig bij bedrijven binnen. Niet-medewerking levert een boete op. Niet-naleving kan ook leiden tot boetes. Soms kan ook een last onder dwangsom opgelegd worden: voldoe je niet aan de last, dan verbeur je een dwangsom. Dit werkt als een "stok achter de deur". 
Binnen kartels bestaat ook een klikmogelijkheid(de zogenaamde "clementie"). Het bedrijf kan klikken, op voorwaarde dat het nieuwe informatie op tafel legt, volledig meewerkt, en niets achterhoudt. Dit levert boete-immuniteit of een korting op de boete op.

## Probleem
Veel ondernemers zien mededingingsovertredend gedrag niet als fout. "Zo doen we het al jaren", is de veelgehoorde zin. De grens is ook zeer moeilijk te trekken. Soms ontmoeten twee CEO's elkaar in privé, praten over hun bedrijfsstrategie, en hebben al snel een kartel gerealiseerd. Vergaderingen binnen brancheverenigingen kunnen soms leiden tot verboden kartelafspraken. Een ondernemer voert dan als verdediging aan: "Ik stond erbij en ik keek ernaar". De ACM en de Commissie zijn echter meestal ongevoelig voor dergelijke argumenten.